# Cur deus homo

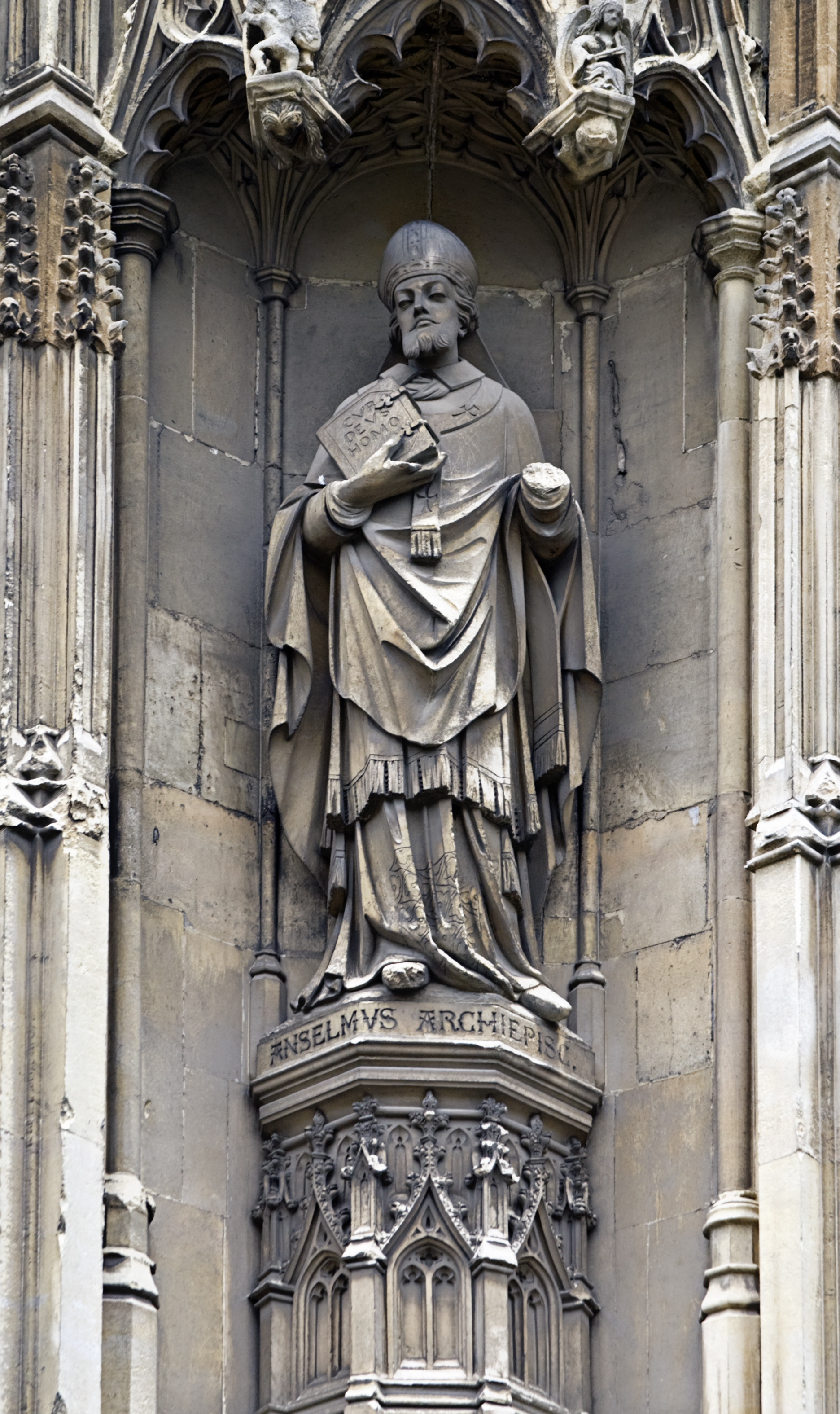
Anselm reprezentat cu volumul Cur deus homo, Catedrala din Canterbury

Cur deus homo (în română De ce Dumnezeu s-a făcut om) este principala scriere a lui Anselm de Canterbury, dimpreună cu «Proslogion».
Prin cartea aceasta, Anselm e primul care a consacrat o lucrare de teologie dedicată mântuirii: astfel creează un nou domeniu în teologie: soteriologia.
“Cur deus homo” e scrisă sub formă de dialog, deoarece Anselm se inspiră din stilul predecesorilor săi: Augustin de Hipona, Grigore I cel Mare Dialogul – papa Romei – și Platon. Anselm joacă rolul dascălului, câtă vreme învățăcelul Boso pune întrebările. Răspunsurile lui Anselm au trei părți: o învinuire, o apărare, o hotărîre.
Cartea are o prefață și două părți. Prima parte conține douăzeci și cinci de capitole, iar a doua douăzeci și două. În prima parte ia la mână mustrările folosite de cei care resping credința creștină, și dă răspunsurile creștine. În a doua parte arată că venirea unui mântuitor ar fi o necesitate.
Din propria lui mărturisire aflăm că a scris “Cur deus homo” în Anglia, în timpul călătoriei în Capuana, în urma unui zbucium sufletesc. Ar fi vrut ca această lucrare să fie mai lungă, iar anumite puncte mai lămurite, dar se pare că învățăceii lui au copiat părți din ea, înainte de a fi ea gata.